# Tre pazzi saggi

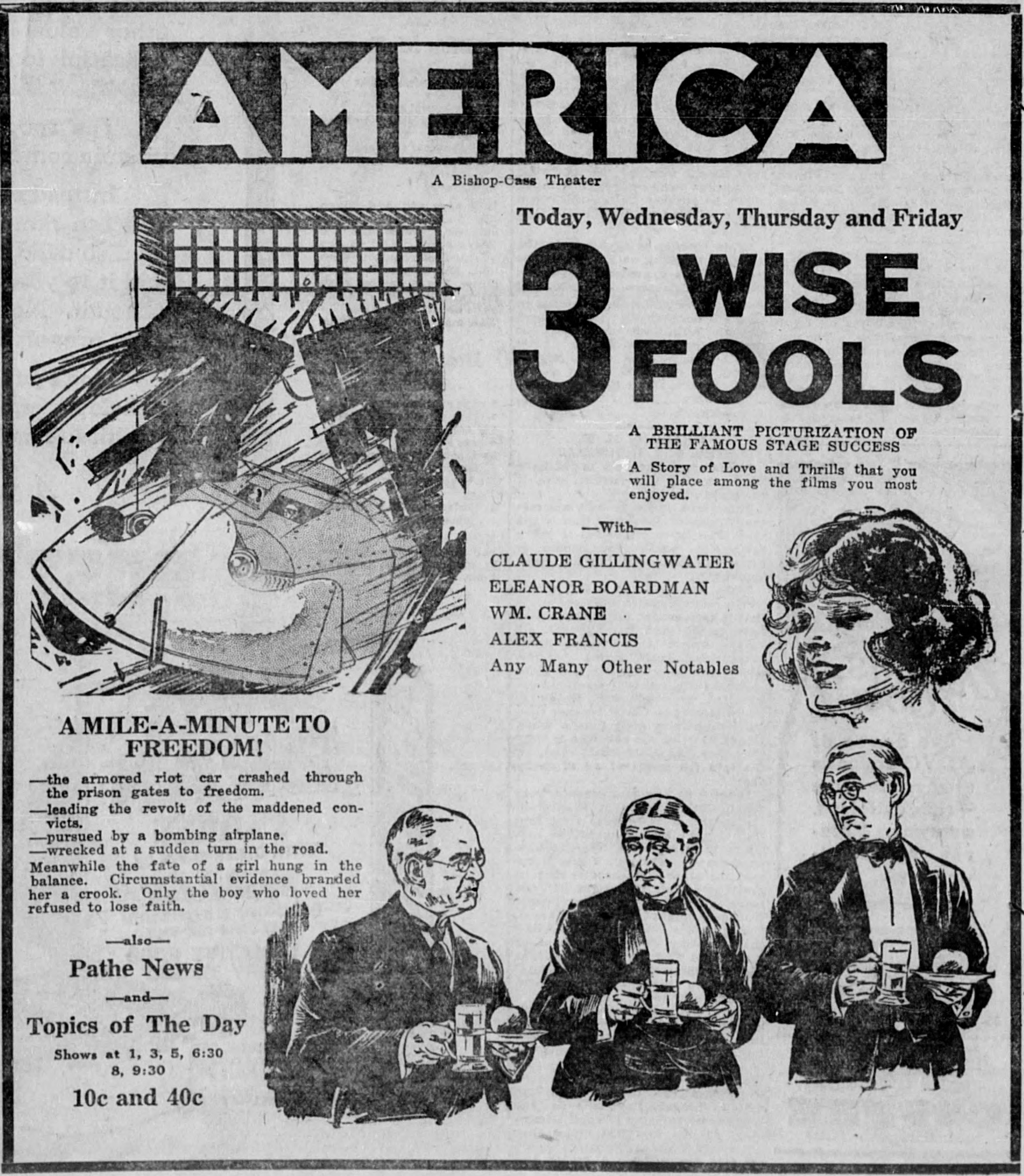

Tre pazzi saggi (Three Wise Fools) è un film muto del 1923 diretto da King Vidor che si basa sull'omonimo lavoro teatrale di Austin Strong presentato a Broadway il 31 ottobre 1918 e prodotto da Winchell Smith. L'adattamento è firmato da John McDermott e James O'Hanlon, la sceneggiatura da June Mathis e King Vidor.
Interpretato da Eleanor Boardman. Claude Gillingwater, William H. Crane, Alec B. Francis, John Sainpolis, Brinsley Shaw, ZaSu Pitts, il film fu prodotto dalla Goldwyn Pictures.

## Trama
Tre scapoli, Findley, Trumbull e Gaunt, ricevono la visita di una ragazza, Sydney, figlia di una loro vecchia innamorata. I tre prendono sotto la loro tutela la giovane che, però, qualche tempo dopo viene sospettata di essere complice di un ladro che si è introdotto in casa. Tutto si chiarirà grazie anche all'intervento del nipote di Findley, innamorato della ragazza.

## Produzione
Prodotto dalla Goldwyn Pictures, venne girato a Los Angeles. Le riprese iniziarono ai primi di febbraio 1923.
Il segretario di edizione era Albert Lewin.

## Distribuzione
Il copyright del film, richiesto dalla Goldwyn Pictures, fu registrato il 5 luglio 1923 con il numero LP19173.
Uscito negli Stati Uniti il 19 agosto 1923 il film era distribuito dalla Goldwyn Pictures Corporation.

### Date di uscita
- USA	22 luglio 1923	 (New York City, New York)
- USA	19 agosto 1923
- Finlandia	5 gennaio 1925
- Spagna	6 febbraio 1925
- Portogallo    12 settembre 1928

Alias
- Three Wise Fools	- USA (titolo originale)
- Três Doidos com Juízo	- Portogallo
- Tre pazzi saggi	- Italia
- Tres solterones discretos	- Spagna

Copia completa della pellicola si trova conservata negli archivi della Cinémathèque Royale de Belgique di Bruxelles.

### Critica
Anche se la Boardman è una Sidney accattivante, l'interesse di questa commedia cinematografica fa naturalmente perno sui tre vecchi scapoli: ed è proprio il ritratto sincero che ne viene offerto a spiegare il successo della produzione.
New York Times, 23 luglio 1923